# ایران در پارالمپیک تابستانی ۲۰۰۴
ایران در بازی‌های پارالمپیک تابستانی ۲۰۰۴ که در آتن یونان برگزار شد با ۸۹ ورزشکار در ده رشته ورزشی شرکت نمود و با تصاحب ۲۳ مدال موفق به کسب رتبه بیست‌وسوم در جدول مدال ها شد.

## رشته‌ها و تعداد شرکت‌کنندگان
| رشته ورزشی        | مردان | زنان | مجموع |
| ----------------- | ----- | ---- | ----- |
| تیراندازی با کمان | ۳     |      | ۳     |
| دوومیدانی         | ۲۵    | ۳    | ۲۸    |
| دوچرخه‌سواری       | ۱     |      | ۱     |
| فوتبال ۷نفره      | ۱۱    |      | ۱۱    |
| جودو              | ۴     |      | ۴     |
| وزنه‌برداری        | ۸     |      | ۸     |
| تیراندازی         | ۶     | ۳    | ۹     |
| تنیس روی میز      | ۳     |      | ۳     |
| والیبال نشسته     | ۱۰    |      | ۱۰    |
| بسکتبال با ویلچر  | ۱۲    |      | ۱۲    |
| مجموع             | ۸۳    | ۶    | ۸۹    |

## نشان‌ها

### جدول نشان‌ها
| رشته          | طلا | نقره | برنز | مجموع |
| ------------- | --- | ---- | ---- | ----- |
| دو و میدانی   | ۴   | ۲    | ۹    | ۱۵    |
| جودو          |     |      | ۱    | ۱     |
| وزنه‌برداری    | ۳   |      | ۳    | ۶     |
| والیبال نشسته |     | ۱    |      | ۱     |
| مجموع         | ۷   | ۳    | ۱۳   | ۲۳    |

### نشان‌آوران
| نشان | نام | رشته          | رویداد                  |
| ---- | --- | ------------- | ----------------------- |
| طلا  | سیامک صالح فرج‌زاده | دو و میدانی   | پرتاب دیسک مردان F۳۳/۳۴ |
| طلا  | محمد صادقی مهریار | دو و میدانی   | پرتاب دیسک مردان F۵۶    |
| طلا  | علی نادری | دو و میدانی   | پرتاب نیزه مردان F۵۵/۵۶ |
| طلا  | محمدرضا میرزایی | دو و میدانی   | پرتاب نیزه مردان F۵۷    |
| طلا  | مرتضی دشتی | وزنه‌برداری    | ۴۸ کیلوگرم مردان        |
| طلا  | کاظم رجبی | وزنه‌برداری    | ۱۰۰ کیلوگرم مردان       |
| طلا  | حبیب‌الله موسوی | وزنه‌برداری    | ۱۰۰+ کیلوگرم            |
| نقره | جواد حردانی | دو و میدانی   | پرتاب دیسک مردان F۳۸    |
| نقره | جلیل باقری جدی | دو و میدانی   | پرتاب دیسک مردان F۵۵    |
| نقره | داود علی‌پوریان صادق بیگدلی سعید ابراهیمی جلیل ایمری علی گلکار مهدی حمیدزاده ناصر حسن‌پور محمدرضا رحیمی رمضان صالحی عیسی زیراهی | والیبال نشسته | مردان                   |
| برنز | محسن عموآقایی | دو و میدانی   | پرتاب وزنه مردان F۳۳/۳۴ |
| برنز | اصغر زارعی‌نژاد | دو و میدانی   | پرتاب وزنه مردان F۴۰    |
| برنز | مهرداد کرم‌زاده | دو و میدانی   | پرتاب وزنه مردان F۴۲    |
| برنز | مختار نورافشان | دو و میدانی   | پرتاب دیسک مردان F۵۵    |
| برنز | علیرضا کمالی‌فر | دو و میدانی   | پرتاب دیسک مردان F۵۸    |
| برنز | وهاب ثعلبی | دو و میدانی   | پرتاب نیزه مردان F۴۲    |
| برنز | آواز آزموده | دو و میدانی   | پرتاب نیزه مردان F۵۴    |
| برنز | عبدالرضا جوکار | دو و میدانی   | پرتاب نیزه مردان F۵۲/۵۳ |
| برنز | اعظم خدایاری | دو و میدانی   | پرتاب دیسک زنان F۵۶–۵۸  |
| برنز | هانی عساکره | جودو          | ۷۳ کیلوگرم مردان        |
| برنز | غلامحسین چلتوک‌کار | وزنه‌برداری    | ۵۲ کیلوگرم مردان        |
| برنز | حمزه محمدی | وزنه‌برداری    | ۶۷٫۵ کیلوگرم مردان      |
| برنز | رضا برومند | وزنه‌برداری    | ۷۵ کیلوگرم مردان        |